# Marcus Stoinis
Marcus Peter Stoinis (Perth, Australia Occidental, 16 de agosto de 1989) es un jugador de cricket australiano que juega cricket de formato limitado para el equipo nacional de Australia. Está contratado por Western Australia y Melbourne Stars a nivel nacional, y anteriormente ha jugado también para Perth Scorchers y Victoria como jugador integral. Stoinis fue parte del equipo australiano que ganó la Copa del Mundo T20 de 2021 y la Copa del Mundo de Cricket de 2023.

## Ascendencia
Stoinis es australiano de ascendencia griega, nacido en Perth, y representó a Western Australia tanto en nivel sub-17 como sub-19. Stoinis jugó para el equipo australiano sub-19 en la Copa del Mundo Sub-19 ICC de 2008. Al año siguiente, representó a Australia en los Hong Kong Sixes.

## Carrera doméstica y de T20
Después de jugar varios partidos en la Futures League para el equipo sub-23 del estado, Stoinis hizo su debut en List A para Western Australia en la temporada 2008–09 de la Ford Ranger Cup. Tanto su debut en un día de partido como su debut en la Sheffield Shield (dos días después) fueron contra Queensland en The Gabba. Stoinis jugó un juego más en la Sheffield Shield y dos más en la Ford Ranger Cup durante la temporada 2008–09, y uno en cada competencia durante la temporada 2009–10, pero no fue seleccionado regularmente.
En Australia, Stoinis ha jugado cricket de club para Scarborough en la competencia de Western Australian Grade Cricket y para Northcote en la Victorian Premier Cricket. Pasó parte de la temporada 2012 en Inglaterra jugando para Peterborough Town Cricket Club en la Northampton Premier League, donde logró un triplete en un partido. Stoinis también jugó cinco partidos en el Second XI Championship para Kent County Cricket Club durante su tiempo en Inglaterra.
En diciembre de 2012, Stoinis fue seleccionado en el equipo de los Perth Scorchers para la temporada 2012–13 Big Bash League, en reemplazo del lesionado Mitchell Marsh. En 2013, Stoinis comenzó a representar a Victoria a nivel nacional, antes de regresar a Australia Occidental para la temporada 2017–18.
Fue contratado por los Delhi Daredevils antes de la edición de 2015 de la Indian Premier League. Luego fue seleccionado por los Kings XI Punjab para la temporada 2016 en la subasta por 5.5 millones de INR. El 13 de mayo de 2016 logró su mejor marca en un partido de T20 para los Kings XI contra los Mumbai Indians, tomando 4/15 en sus cuatro overs.
Stoinis fue promovido a bateador titular permanente de los Melbourne Stars en 2018, y la decisión dio frutos. Firmó un contrato de cuatro años al comienzo de la temporada, y fue el máximo anotador de carreras para los Stars en la temporada 2018-19 del Big Bash League, anotando 533 carreras con un promedio de 53.30, mientras también tomó 14 wickets. Fue liberado por los Royal Challengers Bangalore antes de la subasta de la IPL 2020. En la subasta de la IPL 2020, fue comprado por los Delhi Capitals para la Indian Premier League 2020.
En el derbi de Melbourne el 5 de enero de 2020, Stoinis fue multado con $7,500 por un comentario homofóbico dirigido al lanzador de los Renegades, Kane Richardson. Expresó remordimiento por el incidente, diciendo que se dejó llevar por el momento y que fue demasiado lejos.
El 12 de enero de 2020, Stoinis anotó 147 de 79 bolas contra los Sydney Sixers, estableciendo el nuevo récord de mayor puntuación individual en la Big Bash League. En julio de 2020, fue incluido en el equipo de los Barbados Tridents para la 2020 Caribbean Premier League. En 2021, Marcus Stoinis jugó para los Delhi Capitals en la Indian Premier League. Anotó 71 carreras con un promedio de 23.66 y tomó 2 wickets, con un promedio de 54.50 antes de que la IPL fuera pospuesta.
En abril de 2022, fue comprado por los Southern Brave para la temporada 2022 de The Hundred en Inglaterra.
En marzo de 2023, fue firmado por los San Francisco Unicorns para la primera edición de la Major League Cricket en los Estados Unidos.

## Carrera internacional
Stoinis debutó en Twenty20 International contra Inglaterra el 31 de agosto de 2015. Su debut en One Day International fue contra el mismo equipo el 11 de septiembre de 2015. El 30 de enero de 2017, en su segundo ODI contra Nueva Zelanda, Stoinis tomó tres wickets y anotó 146 not out. Esta fue la mayor puntuación en ODI desde la séptima posición en el orden de bateo por un bateador australiano. Stoinis fue nombrado man of the match, a pesar de que su equipo perdió.
En marzo de 2017, fue incluido en la selección de Australia de Tests para el tercer y cuarto Test contra India como reemplazo del lesionado Mitchell Marsh, aunque no jugó en ninguno de los partidos.
En abril de 2018, recibió un contrato nacional por parte de Cricket Australia para la temporada 2018-19. En enero de 2019, fue añadido al equipo de Tests de Australia para el segundo Test contra Sri Lanka. En abril de 2019, fue incluido en el equipo de Australia para la Copa Mundial de Críquet de 2019. En la Copa del Mundo 2019, después de jugar los primeros cuatro partidos, Stoinis sufrió una lesión en el costado.
El 16 de julio de 2020, Stoinis fue incluido en un equipo preliminar de 26 jugadores para comenzar a entrenar de cara a una posible gira a Inglaterra después de la pandemia de COVID-19. El 14 de agosto de 2020, Cricket Australia confirmó que los partidos se llevarían a cabo, incluyendo a Stoinis en el equipo que viajaría.
En agosto de 2021, Stoinis fue incluido en el equipo de Australia para la Copa del Mundo ICC T20 masculina 2021.
En mayo de 2024, fue incluido en el equipo de Australia para el torneo Copa del Mundo ICC T20 masculina 2024.